# CA Internacional
CA Internacional was een Braziliaanse voetbalclub uit de stad Santos in de staat São Paulo.

## Geschiedenis
De club werd opgericht in 1902 en was in 1907 de eerste club buiten de stad São Paulo die in de Campeonato Paulista speelde. Dat jaar debuteerde daar ook wel stadsrivaal Americano. Na twee seizoenen verliet de club de competitie vanwege de hoge reiskosten naar São Paulo. In 1910 werd de club ontbonden. Op de terreinen ging later Santos FC spelen.